# Under Rug Swept
Das fünfte Studioalbum der kanadisch-amerikanischen Singer-Songwriterin Alanis Morissette trägt den Titel Under Rug Swept (englisch für Unter den Teppich gekehrt). Veröffentlicht wurde die Gesamtheit von vierzehn Liedern am 26. Februar 2002; in Großbritannien war das Werk erst ab dem 4. März 2002 erhältlich.

## Entstehung
Vor den Arbeiten an Under Rug Swept hatte Alanis Morissette rund neun Monate nicht an Liedtexten gearbeitet, nicht einmal in ihr Tagebuch geschrieben. Als sie mit dem Schreiben wieder begann, traf sie einige Änderungen in ihrem persönlichen Umfeld: Sie trennte sich von ihrem bisherigen Lebensgefährten und wechselte den Wohnort. Außerdem verhandelte sie ihren Vertrag mit ihrem Label Maverick Records neu. Für das Album schrieb Alanis Morissette zunächst 27 Lieder, die Zahl wurde während der Produktion auf 11 reduziert.

## Titelliste
1. 21 Things I Want in a Lover – 3:28
2. Narcissus – 3:38
3. Hands Clean – 4:32
4. Flinch – 6:03
5. So Unsexy – 5:09
6. Precious Illusions – 4:11
7. That Particular Time – 4:22
8. A Man – 4:34
9. You Owe Me Nothing in Return – 4:58
10. Surrendering – 4:35
11. Utopia – 5:00

Auf der japanischen CD sind folgende Bonustracks vorhanden:
1. Sister Blister – 4:08
2. Sorry to Myself – 5:44

## Kritiken
Kritiker reagierten überwiegend positiv auf das Album. Die britische Musikzeitschrift Q urteilte, die Künstlerin habe damit “some of the most inviting music of her career” (deutsch: „etwas von der einladendsten Musik ihrer Karriere“) vorgelegt und fuhr fort: “Morissette has fashioned a lyrical Trojan Horse to be wheeled into unsuspecting homes for months to come.” (deutsch: „Morissette hat ein lyrisches Trojanisches Pferd gestaltet, das in den nächsten Monaten in arglose Wohnungen hinein rollen wird.“) Musikkritiker Robert Christgau sprach dem Album zu, es zeige Morissettes Gabe fürs Eingängliche; hier sei denkwürdige Lyrik mit ohrwurm-tauglichen Refrains garniert worden.
Andere Kritiker zeigten sich weniger euphorisch. Das Musikmagazin Rolling Stone vergab für das Album drei von fünf möglichen Sternen, lobte die Musik zunächst als “brawny and meticulous” (deutsch: „kräftig und akkurat“), kam aber zu dem Schluss: “Under Rug Swept just about drowns in psychobabble. While the tone of the songs, and the grain of Morissette’s voice, promise intimacy, there’s hardly a private detail anywhere.” (deutsch: „Under Rug Swept ersäuft schier in Psycho-Gelaber. Zwar versprechen das Klangbild der Lieder und die Körnigkeit von Morissettes Stimme Intimität, aber es ist kaum irgendwo ein privates Detail auszumachen.“) David Browne schrieb für Entertainment Weekly: “[…] the album’s garbled title is also preparation for some of the clumsiest lyrics to be heard on a pop record in years.” (deutsch: „Der entstellte Titel des Albums ist auch eine Vorbereitung für ein paar der tollpatschigsten Liedtexte, die seit Jahren auf einem Pop-Album zu hören waren.“)

## Kommerzieller Erfolg
Im deutschsprachigen Raum und in den Vereinigten Staaten erreichte das Album jeweils die Spitzenposition der Hitparaden, in Großbritannien Platz zwei.
| ChartsChartplatzierungen       | Höchstplatzierung | Wochen |
| ------------------------------ | ----------------- | ------ |
| Deutschland (GfK)              | 1 (27 Wo.)        | 27     |
| Österreich (Ö3)                | 1 (19 Wo.)        | 19     |
| Schweiz (IFPI)                 | 1 (32 Wo.)        | 32     |
| Vereinigte Staaten (Billboard) | 1 (24 Wo.)        | 24     |
| Vereinigtes Königreich (OCC)   | 2 (13 Wo.)        | 13     |

| ChartsJahrescharts (2002)      | Platzierung |
| ------------------------------ | ----------- |
| Deutschland (GfK)              | 16          |
| Österreich (Ö3)                | 13          |
| Schweiz (IFPI)                 | 16          |
| Vereinigte Staaten (Billboard) | 77          |

### Auszeichnungen für Musikverkäufe
Under Rug Swept wurde für den Juno Award 2003 als Pop-Album des Jahres (Pop Album of the Year) nominiert. Morissette gewann die Kategorie für den besten Produzenten des Jahres (Jack Richardson Producer of the Year) mit den Songs Hands Clean und So Unsexy bei einer weiteren Nominierung als Künstlerin des Jahres (Artist of the Year).
| Land/Region                  | Auszeichnungen für Musikverkäufe (Land/Region, Auszeichnung, Verkäufe) | Verkäufe  |
| ---------------------------- | ---------------------------------------------------------------------- | --------- |
| Argentinien (CAPIF)          | Gold                                                                   | 30.000    |
| Australien (ARIA)            | Platin                                                                 | 70.000    |
| Belgien (BRMA)               | Gold                                                                   | (25.000)  |
| Brasilien (PMB)              | Platin                                                                 | 125.000   |
| Deutschland (BVMI)           | Gold                                                                   | (150.000) |
| Europa (IFPI)                | Platin                                                                 | 1.000.000 |
| Frankreich (SNEP)            | Gold                                                                   | (100.000) |
| Japan (RIAJ)                 | Platin                                                                 | 200.000   |
| Kanada (MC)                  | Platin                                                                 | 100.000   |
| Niederlande (NVPI)           | Gold                                                                   | (40.000)  |
| Österreich (IFPI)            | Gold                                                                   | (20.000)  |
| Schweiz (IFPI)               | Platin                                                                 | (40.000)  |
| Spanien (Promusicae)         | Gold                                                                   | (50.000)  |
| Vereinigte Staaten (RIAA)    | Platin                                                                 | 1.000.000 |
| Vereinigtes Königreich (BPI) | Gold                                                                   | (100.000) |
| Insgesamt                    | 8× Gold · 7× Platin ·                                                  | 2.525.000 |

Hauptartikel: Alanis Morissette/Auszeichnungen für Musikverkäufe